# Habibullah Khan
Habibullah Khan o Habib Allah Khan (persa: حبيب الله خان; paixtu: حبيب الله خان) (Taixkent, 3 de juny de 1872 - Kallagush, 20 de febrer de 1919) fou emir de l'Afganistan del 1901 al 1919. Era el fill gran de l'emir Abd al-Rahman Khan al que va succeir a la seva mort el 3 d'octubre de 1901. La seva mare era la concubina Gulriz, originària de Wakhan.
En política exterior fou probritànic i va visitar diverses vegades l'Índia Britànica a petició dels àrbitres de la frontera amb Iran (Missió Mac Mahon 1902-1903). El 21 de març de 1905 va signar un acord amb Sir Louis Dane que confirmava l'acord Abd al-Rahman-Durand de 1893 i pel qual Gran Bretanya es comprometia a garantir la independència afganesa si l'emir actuava en els tractes amb altres potències conforme a les instruccions britàniques, a no limitar les importacions afganeses de material de guerra, a acceptar la presència d'un agent polític afganes a la seu del virrei de l'Índia i agents comercials a l'Índia i a Gran Bretanya; l'emir rebia a més a més un subsidi de 160.000 lliures; pel seu costat Habibullah es comprometia a ser amic del britànics i a consultar al govern britànic abans d'entrar en contacte amb altres potències, i a acceptar un agent polític britànic a Kabul per entre 3 i 5 anys, escollit per l'emir entre musulmans de l'Índia proposats pel Indian Foreing Office. L'emir va rebutjar l'establiment de fortaleses al Helmand.
La convenció anglorussa de 31 d'agost de 1907 va mantenir Afganistan dins l'esfera d'influència britànica ampliant però els drets comercials russos al país. Quan va esclatar la I Guerra Mundial l'emir va emetre un farman (24 d'agost de 1914) declarant la neutralitat, però va acceptar al seu territori una missió germanoturca i al govern provisional revolucionari indi.
En política interior va cridar als exiliats, va perdonar tributs, i va tenir tendències centralitzadores. Estava sota influència dels mullahs i d'alguns militars. Va fer front a intrigues com la del seu germanastre el sardar Muhammad Umar (fill d'Abd al-Rahman Khan i de Bibi Halima), i especialment a la de Nasr Allah, el seu germà que era comandant en cap de l'exèrcit, i aspirava al tron. La disciplina a l'exèrcit (150.000 homes) es va relaxar però es va compensar amb la compra de material modern de guerra. Va estimular el comerç sobretot amb l'Índia Britànica però també amb els Turquestan rus, va fer préstecs al comerciants i va ordenar diverses obres d'utilitat publica, dedicant especial atenció a l'ensenyament; va crear una escola militar i una de quadres administratius (Habibiyya School, 1903). Va modificar el codi penal i va rebaixar algunes penes però no va evitar que el seu conseller Sahibzada Abdul Latif fos sentenciat a mort per apostasia i executat a cops de pedra a Kabul (1903); el sistema repressiu intern creat pel seu pare fou desmantellat.
Habibullah fou assassinat durant una cacera a Kallagush, a la vall d'Alingar, prop de la residència de Kalat al-Siradj (Laghman), el 20 de febrer de 1919.

## Nota
1. ↑  Islam and Politics in Afghanistan, Olesen, page 101